# Roebuck-baai
De Roebuck-baai is een baai nabij Broome in de regio Kimberley in West-Australië. Ze is belangrijk voor migrerende watervogels en valt sinds 1990 onder de conventie van Ramsar. De baai en kuststrook is een Important Bird Area (IBA). Voor de baai in de Indische Oceaan ligt het Yawuru Nagulagun / Roebuck Bay Marine Park.

## Geschiedenis
De oorspronkelijke bewoners van het kustgebied langs de Roebuck-baai zijn de Jukun en Yawuru Aborigines. De baai wordt door de Yawuru Nalen Nalena genoemd. Het noordelijke deel van de kuststrook langs de baai, van Burrgugun (En: Dampier Creek) over Ganin (Fishermans Bend) tot Mangkalagun (Crab Creek), was een belangrijke ontmoetingsplaats voor het uitwisselen van geschenken, het regelen van huwelijken en het beslechten van geschillen. Ook in de 21e eeuw maken de Aborigines nog veelvuldig gebruik van de baai. Ze vissen er, verzamelen er schelpdieren en jagen er op de doejong. In april 2006 werd de Yawuru native title toegekend over ongeveer 5.000 km² langs Roebuck Bay. In juli 2008 waren er 65 aborigineserfgoedsites geregistreerd.
Abel Tasman was in 1644 de eerste Europeaan die de kust van de Kimberley in kaart bracht. De baai is vernoemd naar het schip HMS Roebuck waarmee William Dampier in 1699 de noordwestelijke kusten van Australië verkende. In 1861 werd de pareloester Pinctada maxima ontdekt in de baai. Aboriginesmannen en -vrouwen werden de volgende twee decennia gedwongen naakt naar de schelpen te duiken tot op een diepte van 12 meter. Vanaf de jaren 1880 waren er in het ondiepe amper nog pareloesters te vinden en werd de baai de uitvalsbasis van een vloot parelduikers die tot na de Tweede Wereldoorlog actief was. De pareloesters werden vooral geoogst voor de productie van parelmoer. Rond 1956 werd met de kweek van hoogwaardige parels gestart.
Tijdens de Tweede Wereldoorlog, op 3 maart 1942, voerde Japan een luchtaanval uit op Broome. In de baai lagen verschillende watervliegtuigen met Nederlandse vluchtelingen uit Nederlands-Indië aan boord. Zeker 30 vluchtelingen waaronder vele vrouwen en kinderen lieten het leven bij de aanval. Het totale dodenaantal bedroeg minstens 88 mensen. De Nederlander Gus Winckel schoot vanop de grond een Japans vliegtuig neer met een 7,9 mm kaliber machinegeweer.
In 1988 richtte de voorloper van de organisatie Birds Australia het Broome Bird Observatory nabij Fall Point op. De baai werd in 1990 een belangrijk watergebied onder de conventie van Ramsar. In 2013 kocht de staat West-Australië de twee Kimberley Gillnet and Barramundi Managed Fishery-vergunningen voor de Roebuck-baai terug en schafte ze af waardoor het visbestand merkelijk toenam. Het Department of Parks and Wildlife richtte, in samenwerking met de Yawuru RNTBC, het Yawuru Nagulagun / Roebuck Bay Marine Park op.

## Beschrijving
De Roebuck-baai is een grote baai die grotendeels bestaat uit een intergetijdengebied met wadden en suatiegeulen in het oosten. De wadden beslaan 45 à 50% van de baai of zo'n 190 km² bij laag water. Het grootste deel van de wadden loopt bij elk hoogtij onder. Bij springtij of cyclonen komen ook de kwelders onder water te staan. Springtij kent een amplitude tot 10 meter en kan aan 20cm/sec rijzen. De baai kent een dubbeldaags getij met een gemiddelde amplitude van 5,7 meter.
Het noorden van de baai wordt begrensd door een 2 tot 6 meter hoge rode klif, bestaande uit Pindan-grond. Aan de voet van de klif zijn pootafdrukken van dinosauriërs in de Broome-zandsteen uit het Krijt bewaard gebleven. Het noordwesten en uiterste zuidoosten wordt begrensd door lage zandduinen. De oostelijke en uiterst noordelijke kustvlakten bestaan uit oceanische afzettingen uit het Holoceen. Landinwaarts ligt de Roebuck-vlakte met graslanden. De baai wordt omgeven door pastorale leases waar vooral runderen gekweekt worden. De zeehaven van Broome ligt in het noorden van de baai.
De Roebuck-baai staat bekend om de 'Staircase to the moon'. Die is twee à drie dagen per maand zichtbaar, tussen maart en oktober, wanneer de volle maan bij laag water over de wadden schijnt.

## Klimaat
De Roebuck-baai kent een warm steppeklimaat, BSh volgens het klimaatclassificatie van Köppen, met warme droge winters en vochtige hete aan de moesson gerelateerde zomers. De gemiddelde jaarlijkse regenval in Broome bedraagt 601 mm met een evaporatie 3.050 mm.
Sinds 1910 werden er 22 tropische cyclonen waargenomen. In 2000 werd tijdens cycloon Rosita op de luchthaven van Broome windsnelheden tot 153 km/u gemeten. Dichter naar het centrum toe werd geschat dat er zich windstoten tot 250 km/u voordeden.

## Fauna en flora
De Roebuck-baai is een belangrijke halte voor wereldwijd en binnen Australië migrerende watervogels. De baai is een rijke voedingsbodem voor watervogels en ondersteunt een uitzonderlijk hoge biomassa aan ongewervelden waaronder vele soorten die nog nieuw zijn voor de wetenschap. In oktober 1983 werden 170.915 watervogels geteld. Er leven geregeld meer dan 100.000 vogels in de baai. In de lente doen veel steltlopers uit het Palearctisch gebied de baai aan. De baai is ook een belangrijke kraamkliniek voor zeevissen en kreeftachtigen.
In het zuiden en oosten van de baai vindt men veel mangroven met meer landinwaarts Tecticornia uit de amarantenfamilie. Rondom liggen graslanden die overgaan in bos met een lage abundantie.

### Flora
De meest voorkomende zeewieren zijn de bruinwieren met Sargassum, Dictyopteris en Padina als dominante soorten.  Het meest voorkomende groenwier is de Halimeda. Er komen ook roodwieren voor in de baai. Er is weinig bekend over de diversiteit, verspreiding en aanwezige biomassa aan zeewieren. Onderzoek wijst uit dat ze een belangrijke voedingsbron voor ongewervelden zijn. Ongewervelden zijn dan weer een belangrijke voedingsbron voor migrerende watervogels.
Er groeien enorme bedden zeegras in de baai, gedomineerd door Halophila ovalis en Halodule uninervis. De rijkste bedden zijn diegene die bij laag water minder dan twee uur aan de atmosfeer worden blootgesteld. Deze bedden zijn een rijke voedingsbron voor doejong en groene soepschildpadden. De zeegrassen Halophila minor en Halodule pinifolia komen eveneens in de baai voor.
Er zijn elf mangrovesoorten te vinden in de baai. Ze worden door de Yawuru Gundurung genoemd. In het noordelijke deel van de baai groeit Avicennia marina, Aegiceras corniculatum, Camptostemon schultzii en Rhizophora stylosa met een ondergroei van Aegialitis annulata. Aan de uiterste randen vindt men Excoecaria agallocha. In het andere deel van de baai groeit Avicennia marina, Bruguiera exaristata, Osbornia octodonta, Camptostemon schultzii en Ceriops tagal met eveneens Excoecaria agallocha langs de rand.
Op de kwelders groeien planten van de amarantenfamilie waaronder Tecticornia halocnemoides, Muellerolimon salicorniaceum, 'Neobassia astrocarpa, Suaeda arbusculoides en Hemichroa diandra alsook Sesuvium portulacastrum.
Voorbij de kwelders op de iets hoger gelegen graslanden waar de bodem iets minder zout is groeit hoofdzakelijk Sporobolus virginicus met een hoogte van 15 à 20 cm. Men vindt er ook Dicanthium fecundum, liefdegras (Eragrostis falcata) en stekend loogkruid. Het grasland wordt door de Yawuru bundu genoemd. Voorbij het grasland, op de grens met de Pindan, groeit de tot tien meter hoge  Melaleuca acacioides.
De meest voorkomende bomen van de Pindan zijn Eucalyptus dampieri, Eucalyptus flavescens, Eucalyptus zygophylla, Gyrocarpus americanus, Terminalia petiolaris, Lysiphyllum cunninghamii, Ventilago viminalis, Premna acuminata, Hakea macrocarpa, Persoonia falcata, Atalaya hemiglauca en Gardenia pyriformis. De struiken die het meest voorkomen zijn Acacia eriopoda, Acacia colei, Acacia adoxa, Pavetta kimberleyana, Carissa lanceolata, Distichostemon hispidulus, Ehretia saligna en Santalum lanceolatum.

### Fauna
De Roebuck-baai ondersteunt minstens 22 populaties met significante aantallen watervogels, 20 wereldwijd migrerende en 2 in Australië blijvende:
- woestijnplevier
- steppeplevier
- Mongoolse plevier
- roodkopplevier (resident)
- zilverplevier
- rosse grutto (gevoelig)
- grutto (gevoelig)
- kanoet (gevoelig)
- grote kanoet (bedreigd)
- roodkeelstrandloper (gevoelig)
- krombekstrandloper (gevoelig)
- drieteenstrandloper
- Siberische wulp (bedreigd)
- kleine regenwulp
- regenwulp
- groenpootruiter
- tureluur

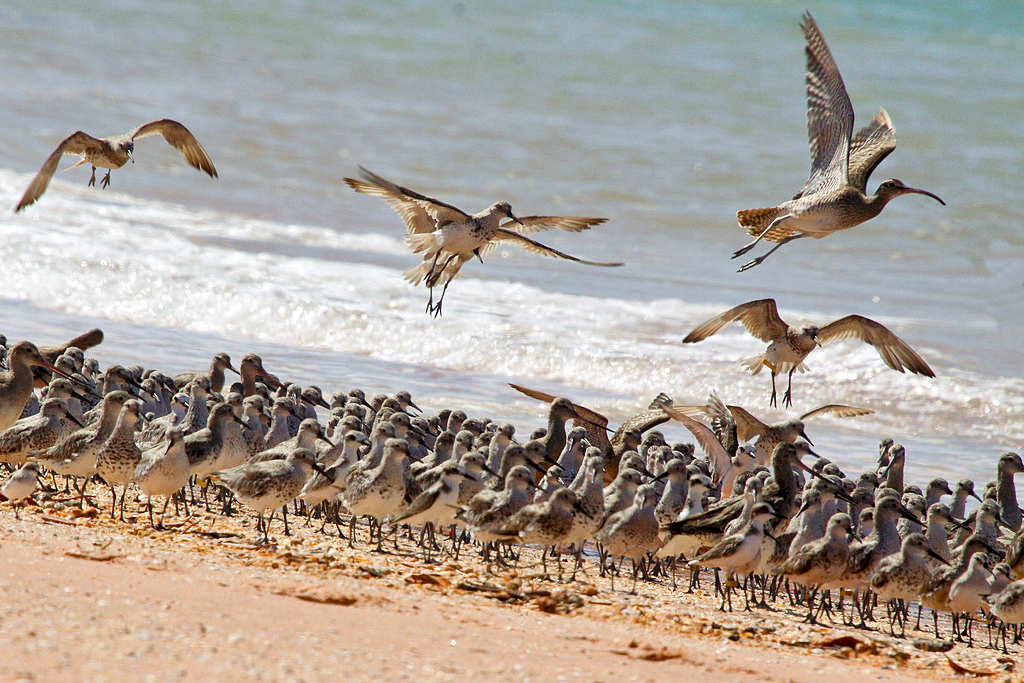
rustende watervogels in Roebuck Bay

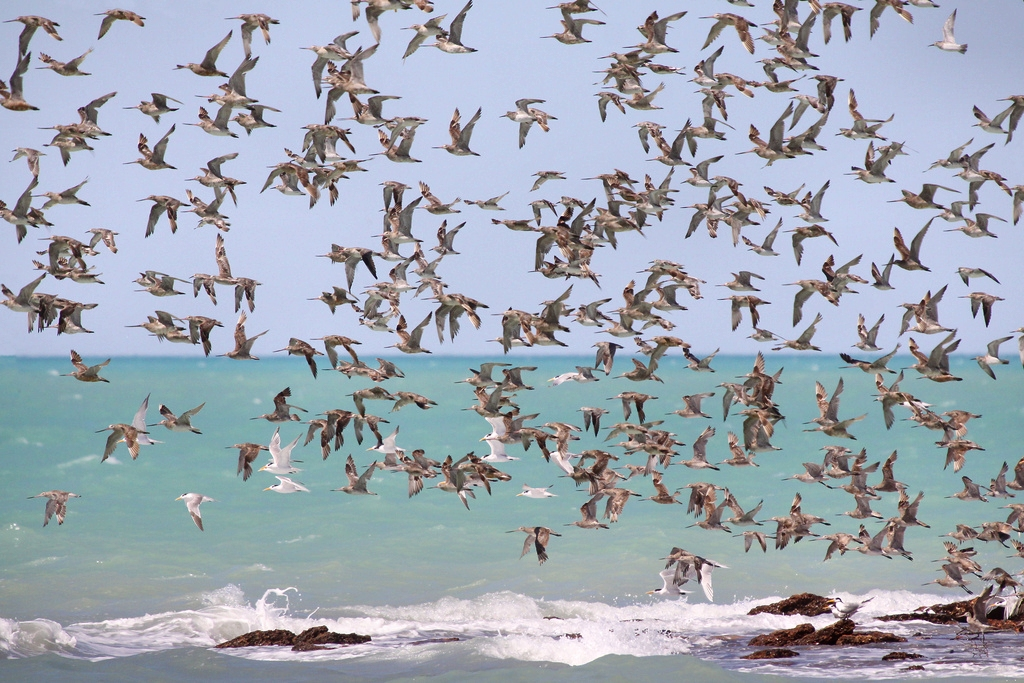
vliegende watervogels in Roebuck Bay

- Siberische grijze ruiter (gevoelig)
- terekruiter
- steenloper
- Aziatische grijze snip (gevoelig)
- Australische bonte scholekster (resident)

Alle watervogels werden opgenomen in het Japan-Australia Migratory Bird Agreement (JAMBA) en het China-Australia Migratory Bird Agreement (CAMBA). Ze worden daarenboven beschermd onder de Commonwealth Environment Protection and Biodiversity Conservation Act van 1999.
In totaal werden 64 soorten watervogels waargenomen waaronder 4 soorten slangenhalsvogels en aalscholvers, 11 reigersoorten, 36 soorten steltlopers en 11 meeuwen- en sternsoorten. Ook de rifgriel wordt er sporadisch waargenomen. Vier soorten broeden in de mangroven: de mangrovereiger, zwarthalsooievaar, visarend en de Brahmaanse wouw.
Er werden verscheidene soorten insectenetende vleermuizen aangetroffen in de mangroven: Taphozous flaviventris, Chaerephon jobensis, Chalinolobus gouldii, Mormopterus, Nycticeius greyi, Pipistrellus westralis en Nyctophilus arnhemensis. Alsook enkele vleerhonden: Pteropus alecto, Pteropus scapulatus en Macroglossus lagochilus.
In de baai leeft de kwetsbare doejong en verschillende dolfijnensoorten waaronder de bedreigde Irrawaddydolfijn, de kwetsbare Orcaella heinsohni en de tuimelaar. Men kan er grondhaaien, citroenhaaien, hamerhaaien, vioolroggen, tijgerhaaien, zaagvissen, zandtijgerhaaien, reuzenmanta's, Mobula eregoodootenkee, adelaarsroggen, harders, meervalachtigen, Seriphus politus, Choerodon schoenleinii en bultruggen aantreffen.
Vijf van de zeven zeeschildpaddensoorten komen in de baai voor:
- onechte karetschildpad (kwetsbaar)
- warana (kwetsbaar)
- karetschildpad (kritiek)
- soepschildpad (bedreigd)
- platrugzeeschildpad

De mangroven zijn een kraamkliniek voor de Polydactylis macrochir, de reuzenkapiteinvis, de bedreigde dwergzaagvis, voor verschillende soorten Scylla en voor de commercieel verhandelde Penaeus latisulcatus (En:Western King Prawn). In jaren met veel regenval plant ook de Barramundi er zich voort. Van de 17 soorten wenkkrabben die in Australië leven zijn er 9 terug te vinden in de baai.
Het benthos werd in juni 1997 tijdens een grootschalige studie van het noordelijke deel van de baai bestudeerd. Daarbij werden 17.700 dieren verzameld op meer dan 500 plaatsen. De dieren konden worden onderverdeeld in 161 taxa. Er werden ook nog 30 taxa bij toeval ontdekt. 45% van de biomassa of 75% van de specimen bestonden uit borstelwormen, vooral uit de families Chaetopterida en  Oweniidae. 12,5% van de individuen waren tweekleppigen, 8% kreeftachtigen, 4,2% slangsterren en 2,5% slakken. Slechts 10% van de taxa kon binnen de drie maanden benoemd worden waaruit men kan opmaken dat de baai een opmerkelijke diversiteit en veel onbekend bentisch leven bevatte. De totale soortenrijkdom aan ongewervelden in de wadden wordt op 300 tot 500 soorten geschat waardoor de baai een van de rijkste wadden ter wereld is. Er leven ook gemeenschappen van sponzen, zakpijpen en koralen in de baai.
Onderzoeken in 2002 en 2006 wezen uit dat er grote verschillen waren in de aanwezigheid van ongewervelden en zeegrassen sinds het onderzoek in 1997. Dit kan deels zijn voortgekomen uit de doortocht van de cycloon Rosita in 2000. Studies uit de jaren 2010 geven aan dat de groei van blauwalgen in de baai als gevolg van irrigatie en de Broome South Waste Water Treatment Plant ook van invloed is op de aanwezigheid van ongewervelden.